# Schönus
Der Schönus, auch Schoenus oder Schoinos, war ein persisches Längenmaß und in Ägypten und gab es in drei verschiedenen Formen als Wegemaß.
Persien
- 1 Schoenus = 2 Chebel = 12 Acänen = 20 Orgyien = 48 einfache Schritte = 17 Toisen

ÄgyptenSchönus vom Delta galt in Unterägypten
- 1 Schönus = 1 1/3 Parasange = 4 Milien = 4 3/10 Milliarden = 30 ägyptische = 36 olympische = 40 persische = 45 pythische = 66 2/3 kleine Stadien
- 1 Schönus = 240 Plethren = 400 Chebel = 2.400 Acänen = 4.000 Orgyien = 3.462 Toisen

ÄgyptenThebaischer Schönus galt in Oberägypten
- 1 ½ Schönus = 2 Parasangen = 6 Milien =  6 660/756 Milliarden = 45 ägyptische = 54 olympische = 60 persische = 67 pythische = 100 kleine Stadien
- 1 Schönus = 360 Plethren = 600 Chebel = 3600 Acänen = 4.600 Orgyien = 800 Xylen = 5.136 Toisen

ÄgyptenHeptanomische Schönus galt in Mittelägypten
- 1 Schönus = 2 thebaische Schönus = 4 Parasangen = 3 Schönus (Delta) = 10.272 Toisen
- 1 Schoenus = 12.000 Ellen (königliche) = 6300 Meter[1]

## Flächenmaß
Als Flächeneinheit hatte
- 1 Schönus = 341,1 bis 341,5 Quadratmeter
  - 100 Schönus = 1 Stadium = 9 Diplethra = 16 Arura = 36 Plethra = 64 Viertel Arura
  - 1 Arura = 2131,7 bis 2134,4 Quadratmeter[3]
  - Plethrum = 947,4 bis 948,6 Quadratmeter